# Flétrange
Flétrange é uma comuna francesa na região administrativa de Grande Leste, no departamento de Mosela. Estende-se por uma área de 6,07 km². Em 2010 a comuna tinha 934 habitantes (densidade: 153,9 hab./km²).